# Giancarlo Baghetti
Giancarlo Baghetti (ur. 25 grudnia 1934 w Mediolanie, zm. 27 listopada 1995 tamże) – włoski kierowca Formuły 1. Ścigał się w samochodach Ferrari, włoskiego ATS-u, BRM-u, Brabhama i Lotusa.
Baghetti jest oficjalnie jednym z trzech kierowców, którzy wygrali wyścig F1 w swoim debiucie. Tak naprawdę Włoch jako jedyny w historii dokonał tego wyczynu, gdyż Nino Farina był zwycięzcą pierwszego wyścigu w ogóle, a Johnnie Parsons triumfował w pierwszym Indy 500 zaliczanym do klasyfikacji mistrzostw świata (nikt z Europy nie startował w Indy, a nikt z Ameryki nie brał udziału w europejskiej części).

## Życiorys

### Początki kariery
Baghetti pochodził z zamożnej rodziny. Był najstarszym z rodzeństwa. Po II wojnie światowej Giancarlo skończył studia i miał przejąć fabrykę ojca. Niedługo przed tym zainteresował się sportami motorowymi. W 1955 zaczął ścigać się samochodami produkcyjnymi. W 1958 wygrał dwa międzynarodowe wyścigi górskie i zajął drugie miejsce w rajdowym już Mille Miglia. Po tym wydarzeniu Baghetti powrócił do samochodów sportowych i Formuły Junior.

### Formuła 1
W 1962 został zauważony przez szefów Federazione Italiana Sport Automobilistici. Była to organizacja, której celem było promowanie młodych włoskich talentów wyścigowych. Baghetti otrzymał do dyspozycji Ferrari. Wygrał w pierwszym wyścigu (nie zaliczanym do mistrzostw świata), w którym wystartował. Pokonał wtedy wielu kierowców F1. Kilka tygodni później powtórzył swój sukces podczas Grand Prix Neapolu.
FISA zachęcona sukcesami podopiecznego nabyła nowe Ferrari 156 na GP Francji. Był to debiut dla Baghettiego w wyścigu zaliczanym do klasyfikacji mistrzostw świata. Po tym jak z wyścigu odpadli kolejno Wolfgang von Trips, Richie Ginther i Phil Hill Włoch był jedynym kierowcą, który bronił honoru Ferrari. Ostatecznie Baghetti pokonał jadącego w Porsche Dana Gurneya o 0,1 sekundy. To oznaczało, że Giancarlo wygrał swój pierwszy "prawdziwy" wyścig w Formule 1. Wyczynu tego nikt więcej nie dokonał. Dodatkowo był to także swoisty hat-trick, gdyż Baghetti wygrał trzeci z rzędu wyścig, w którym wystartował. Giancarlo był pierwszym włoskim zwycięzcą od 1953, kiedy wygrywał Alberto Ascari.
Baghetti wziął udział w dwóch innych eliminacjach tego sezonu, jednak zarówno w Wielkiej Brytanii jak i we Włoszech musiał się wycofać. Mimo to w GP Włoch ustanowił czas najszybszego okrążenia. Wygrał również w tym sezonie słabo obsadzone Prima Coppa Italia.
Na sezon 1962 Giancarlo został awansowany do fabrycznego zespołu Ferrari. Zawiódł jednak oczekiwania, gdyż Ferrari w tym sezonie było znacznie słabsze od brytyjskich zespołów. Punktował w mistrzostwach tylko dwa razy – był czwarty w GP Holandii i piąty we Włoszech. To były ostatnie punkty zdobyte w karierze tego świetnie zapowiadającego się kierowcy.
W 1963 Baghetti startował w barwach Automobili Turismo e Sport razem z Philem Hillem. Cały sezon był stracony, gdyż Włoch został sklasyfikowany tylko w jednym wyścigu i to na bardzo odległym miejscu. W 1964 startował w odkupionym i przestarzałym BRM-ie, dla którego szczytem możliwości było siódme miejsce w Austrii. Po kolejnym nieudanym sezonie kariera Giancarlo Baghettiego w Formule 1 właściwie dobiegła końca. Startował już tylko w domowym wyścigu do 1967, jednak bez sukcesów.

### Po Formule 1
Baghetti osiągnął sukces w Europejskich Mistrzostwach Aut Turystycznych z Alfą Romeo i Fiatem Abarth. Wygrał w 1966 w klasie 1000 cm³. Parał się jeszcze jazdą w Formule 2 i Formule 3. Wygrał jedne zawody. Zakończył karierę kierowcy po karambolu na starcie wyścigu F2 na Monzy.
Po zakończeniu kariery został dziennikarzem. Zajmował się sportami motorowymi i modą.

### Śmierć
Giancarlo Baghetti zmarł na raka w 1995.